# رنا أحمد
رنا أحمد أو رنا أحمد حمد (مواليد 1985) هو الاسم المستعار لمسلمة سابقة وناشطة في مجال حقوق المرأة السورية، ولدت في الرياض بالمملكة العربية السعودية، وأنتقلت إلى ألمانيا في عام 2015 واستقرت هناك حتى يومنا هذا. وُثِّقت رحلتها بمساعدة مجموعة جمهورية الملحدين ومنظمة من اليقين إلى عدم اليقين غير الربحية في فيلم وثائقي على قناة فايس نيوز بعنوان ترك الإسلام: إنقاذ المسلمين السابقين (2017). تُرجِمت سيرتها الذاتية المكتوبة باللغة الألمانية في عام 2018 بعنوان «لا يُسمح للنساء بالحلم هنا» أيضًا إلى الفرنسية، وأُدرِجت في قائمة أفضل 10 كتب مبيعًا في مجلة شبيغل. أسست رنا منظمة إغاثة اللاجئين الملحدين ومقرها كولونيا في عام 2017؛ وتجسد هدفها بتقديم «المساعدة العملية للاجئين بدون دين، وتحسين ظروفهم المعيشية من خلال العمل السياسي».

## النشاط في ألمانيا
أجرت رنا خلال حياتها العملية العديد من المقابلات مع العديد من وسائل الإعلام، وفي مقدمتها وسائل الإعلام الألمانية والفرنسية، حول تجربتها وآرائها السياسية والدينية، ولاسيما فيما يتعلق بسياسة المملكة العربية السعودية وولي عهدها الأمير محمد بن سلمان، بعد تعرض المنشق جمال خاشقجي للاغتيال في أكتوبر عام 2018. علقت رنا بالقول إن السلطات السعودية فشلت في تحفيز تحرير المرأة الذي دعا العديد من النشطاء من أجله، وغالبًا ما اعتقلوهم، وبالتالي إرسال رسالة إلى النساء أنه ليس لهن مستقبل في السعودية، ودفعهن إلى الفرار من البلاد.
بُثّ الفلم الوثائقي على قناة فايس نيوز بعنوان مغادرة الإسلام: إنقاذ المسلمين السابقين الذي يظهر جزءًا من رحلة حياة رنا من المملكة العربية السعودية إلى ألمانيا في 10 فبراير عام 2016. ألقت رنا أول خطاب عام لها في كولونيا في اجتماع نظمه المجلس المركزي للمسلمين السابقين في 5 مارس عام 2016، أإي بعد ثلاثة أشهر من وصولها إلى ألمانيا. تحدثت بالعربية عن حياتها في المملكة العربية السعودية، ورحلتها الجوية، ورأيها في كيفية معاملة الدول الغربية للاجئين مثلها، مع مساعدة الصحفي التلفزيوني الألماني اللبناني عماد كريم لها في الترجمة.
أجرت رنا أول مقابلة لها مع صحيفة فرانكفورتر العامة في يونيو عام 2016. كانت رنا ما تزال حينها في مخيم للاجئين بانتظار تخصيص منزل لها، وكانت تشعر بالتهديد من قبل اللاجئين المسلمين هناك. قالت: «أنا لا أكره المسلمين، لدي أيضًا أصدقاء مسلمون جيدون يقبلون بي كما أنا. ما أكرهه حقًا هو انتزاع الحقوق باسم الدين، وخاصة من النساء». أثير غضب رنا لدى رؤية فتاة تبلغ من العمر 6 أو 8 سنوات تُجبر على ارتداء الحجاب في ألمانيا، حيث يُطبق القانون الألماني بدلًا من الشريعة، وذلك على الرغم من أنها ليست لديها أي مشكلة مع الأشخاص الذين يعتنقون معتقدات إسلامية. انزعجت رنا أيضًا من عدم تقبل بعض المسلمين لليهود.
أجرى الصحفي جعفر عبد الكريم من إذاعة دويتشه فيله باللغة العربية مقابلة على التلفزيون لأول مرة مع رنا في 15 أغسطس عام 2016، وتُرجِمت مقتطفات منها إلى الإنجليزية ولغات أخرى. شاهدها ثلاثة ملايين شخص على شاشة التلفزيون وهي تعلن أنها تركت الإسلام، وانتشرت مقتطفات منه على الإنترنت، مما أدى إلى إرسال مسلمين من جميع أنحاء العالم العديد من التهديدات والإهانات لها.
أسست رنا جمعية إغاثة اللاجئين الملحدين في مارس عام 2017 بمساعدة المجلس المركزي للمسلمين السابقين ومؤسسة جوردانو برونو، والتي قُدِّمت رسميًا في الذكرى العاشرة للمجلس في 17 نوفمبر عام 2017. كان هدفها «دعم اللاجئين الذين يتعرضون للتمييز أو حتى التهديد بحياتهم بسبب قناعتهم الملحدة أو موقفهم النقدي تجاه الدين». يعمل متطوعو الإغاثة يوميًا لحماية اللاجئات الملحدات بشكل خاص، واللواتي يتعرضن للاستهداف بشكل متكرر ووحشي، من الاضطهاد المتزايد (مثل الاعتداءات، والإقصاء، والتهديدات، والعنف) في ألمانيا. بدأت منذ ديسمبر عام 2018 بمساعدة 37 لاجئًا غير متدين معترف بهم منذ نوفمبر عام 2017، ولكن الطلب كان يزداد بسرعة. أعلن ديتمار شتاينر تلقي الجمعية «طلبين إلى ثلاثة طلبات (للمساعدة) في الأسبوع الواحد» عندما بدأت، والتي زادت بعد عام إلى «ما بين سبعة وتسعة طلبات في اليوم».
نُشِر في 15 يناير عام 2018 كتابها (لا يُسمح للنساء بالحلم هنا: خروجي من المملكة العربية السعودية وطريقي إلى الحرية) في ألمانيا، وأصبح من أفضل 10 كتب مبيعًا في مجلة شبيغل. نُشرت ترجمة فرنسية في باريس في أكتوبر عام 2018 تحت اسم (لا تحلم النساء هنا: قصة هروب). قالت رنا: «نستطيع نحن النساء تغيير حياتنا، وأن نكون أحرارًا. نعتقد أننا ضعفاء، ولكن هذا خطأ، فنحن أقوياء وهذا الكتاب يثبت ذلك».